# شبكيات الأجنحة القديمة
 شبكيات الأجنحة القديمة (الاسم العلمي Palaeodictyoptera) هي رتبة حشرات منقرضة، حشرات أولية في الفترة
الكربونية وتشبه الرعاشات ولكن لها زوج من زوائد تشبه أجنحة صغيرة
على معظم عقل الجسم. ربما تكون أهمية ذلك هو مساعدة الحشرة على طيران يشبه
الطيران الشراعي. وفي الأطوار التي أتت بعد ذلك نمت الأجنحة وكونت الأجنحة التي نعرفها
الآن. هذه الأنواع أظهرت اختلافا في الحجم (مع طول جناح يصل إلى 56 سم) وفي الشكل الخارجي
ولاسيما أجزاء الفم وفي تمفصل الأجنحة وتعريق الجناح. ولقد انقرضت هذه الأنواع في العصر البرمي.